# Carl August Tidemann
Carl August Tidemann é um guitarrista e compositor norueguês. Fez parte da banda Arcturus (banda) e actualmente integra as bandas Winds e Tritonus. 

## Biografia
Aos 17 anos começou a tocar guitarra. Após três anos a praticar sozinho durante horas a fio, entrou numa escola de música. No Verão frequentou um curso em Hollywood, na Califórnia.
Quando este curso acabou, Carl voltou para a Noruega e começou a trabalhar para juntar dinheiro para voltar a Hollywood, o que aconteceu em 1993.
No ano seguinte, a banda Tritonus lançou a demo Shadowland. 
Em 95 Jan Axel Von Blomberg convidou Carl para se juntar á banda Arcturus (banda). Pouco depois Carl apresenta o seu primeiro álbum a solo, Stylistic changes. 
Em 2000 Tidemann conhece Andy Winter, que lhe pediu para gravar o mini álbum Of Entity and Mind. Depois de gravar este álbum, Carl juntou-se á banda.

## Discografia

### Solo
- 1996 - Stylistic Changes

### Tritonus
- 1994 - Shadowland demo
- 1997 - A Gathering Of 8 Norwegian Prog Metal Bands Compilation

### Arcturus
- 1995 - Aspera Hiems Symfonia
- 1997 - La Masquerade Infernale

### Winds
- 2001 - Of Entity And Mind EP
- 2002 - Reflections of the
- 2004 - The Imaginary Direction of Time
- 2007 - Prominence and Demise

### Convidado
- 2000 - Fleurety - Department of Apocalyptic Affairs
- 2001 - Diabla - Everything Passes